# Elliott Blackstone
Elliott R. Blackstone (30 de noviembre de 1924 - 25 de octubre de 2006), fue un sargento del departamento de policía de San Francisco que durante mucho tiempo se dedicó a defender a la comunidad homosexual y transgénero de la ciudad.

## Biografía
Blackstone nació en Chinook, Montana. Sirvió en la armada de los Estados Unidos durante la Segunda Guerra Mundial y se licenció con honores. En 1949 ingresó en la policía de San Francisco y fue uno de los primeros en participar en lo que hoy se llama policía de proximidad. En fue designado como el primer oficial de enlace con la entonces llamada comunidad homófila. Blackstone trabajó en el departamento de policía para cambiar las políticas y procedimientos dirigidos contra la comunidad LGBT, como la de tender trampas incitando al delito para arrestar a hombres gais en los servicios públicos.
Durante la década de los 60 y el comienzo de los 70 trabajó en contacto estrecho con los grupos activistas LGBT locales tales como Mattachine Society, Daughters of Bilitis, Vanguard gay youth group, National Transsexual Counseling Unit, y el consejo sobre religión y homosexualidad. Incluso tomó parte en una colecta en su iglesia para comprar hormonas para los transexuales en un momento en el que las clínicas de la ciudad no se las proporcionaban.
Blackstone también estuvo involucrado en muchas otras actividades de las iglesias y la comunidad, e impartió clases de policía de proximidad en el Colegio de Marin.
Al jubilarse en 1975fue homenajeado por los líderes de la comunidad LGBT por su defensa y apoyo. En 2005 apareció una entrevista con Blackstone en Screaming Queens, un documental sobre los disturbios de la cafetería Compton's de 1966. En el estreno del documental en el teatro Castro, Blackstone recibió una ovación del público asistente al responder a la pregunta de un miembro de la audiencia por qué un hombre heterosexual como él había trabajado tan duramente por defender los derechos de la comunidad LGBT: «Porque mi religión me enseña a amar a todo el mundo.»
En junio de 2006 Blackstone recibió una condecoración de la comisión de policía del Senado del estado de California y la comisión de derechos humanos de San Francisco por su trabajo. La fundación del Orgullo de San Francisco le nombró Grand Marshal vitalicio en la marcha del orgullo gay.
Blackstone murió de un derrame cerebral ese mismo año, un mes antes de su 82.º cumpleaños.